# Bloedregenalg
De bloedregenalg (Haematococcus pluvialis) is een eencellige alg, behorend tot de groene algen, die een cyste, een aplanospore, vormt in moeilijke omstandigheden. Deze cyste bevat veel astaxanthine, die de alg een opvallend rode kleur geeft. Tijdelijke waterbekkens kunnen door de aanwezigheid van deze alg een opvallend rode korst langs de randen krijgen.